# Leichtathletik-Weltmeisterschaften 2017/Teilnehmer (Nigeria)
| Gelbes Symbol für Goldmedaillen mit stilisierten Olympischen Ringen | Graues Symbol für Silbermedaillen mit stilisierten Olympischen Ringen | Braundes Symbol für Bronzemedaillen mit stilisierten Olympischen Ringen |
| ------------------------------------------------------------------- | --------------------------------------------------------------------- | ----------------------------------------------------------------------- |
| —                                                                   | —                                                                     | —                                                                       |

Von Nigeria wurden 14 Athletinnen und vier Athleten für die Weltmeisterschaften in London nominiert.

## Ergebnisse

### Frauen

#### Laufdisziplinen
| Athletin | Disziplin    | Vorlauf        | Vorlauf | Halbfinale | Halbfinale | Finale             | Finale             |
| Athletin | Disziplin    | Zeit           | Platz   | Zeit       | Platz      | Zeit               | Platz              |
| --- | ------------ | -------------- | ------- | ---------- | ---------- | ------------------ | ------------------ |
| Blessing Okagbare                                                                                           | 100 m        | 11,22 s        | 17      | 11,08 s    | 9          | nicht qualifiziert | nicht qualifiziert |
| Yinka Ajayi                                                                                                 | 400 m        | 51,58 s        | 14      | 52,10 s    | 19         | nicht qualifiziert | nicht qualifiziert |
| Margaret Bamgbose                                                                                           | 400 m        | 51,57 s SB     | 13      | 52,23 s    | 20         | nicht qualifiziert | nicht qualifiziert |
| Patience Okon George                                                                                        | 400 m        | 51,83 s        | 17      | 52,60 s    | 21         | nicht qualifiziert | nicht qualifiziert |
| Tobi Amusan                                                                                                 | 100 m Hürden | 12,97 s        | 14      | 13,04 s    | 14         | nicht qualifiziert | nicht qualifiziert |
| Lindsay Lindley                                                                                             | 100 m Hürden | 13,07 s        | 20      | 13,18 s    | 20         | nicht qualifiziert | nicht qualifiziert |
| Glory Onome Nathaniel                                                                                       | 400 m Hürden | 55,30 s PB     | 9       | DSQ        | DSQ        | –––                | –––                |
| Aniekeme Alphonsus Etim Wisdom Isoken Lindsay Lindley Jennifer Madu Blessing Okagbare Maria Thompson Omokwe | 4 × 100 m    | DNS            | DNS     |            |            | –––                | –––                |
| Patience Okon George Abike Funmilola Egbeniyi Glory Onome Nathaniel Yinka Ajayi Emerald Egwim               | 4 × 400 m    | 3:25,40 min SB | 4       |            |            | 3:26,72 min        | 5                  |

#### Sprung/Wurf
| Athlet            | Disziplin  | Qualifikation | Qualifikation | Finale             | Finale             |
| Athlet            | Disziplin  | Weite/Höhe    | Platz         | Weite/Höhe         | Platz              |
| ----------------- | ---------- | ------------- | ------------- | ------------------ | ------------------ |
| Ese Brume         | Weitsprung | 6,38 m        | 17            | nicht qualifiziert | nicht qualifiziert |
| Blessing Okagbare | Weitsprung | 6,51 m        | 8             | 6,55 m             | 8                  |

### Männer

#### Laufdisziplinen
| Athlet                       | Disziplin | Vorlauf     | Vorlauf | Halbfinale         | Halbfinale         | Finale             | Finale             |
| Athlet                       | Disziplin | Zeit        | Platz   | Zeit               | Platz              | Zeit               | Platz              |
| ---------------------------- | --------- | ----------- | ------- | ------------------ | ------------------ | ------------------ | ------------------ |
| Samson Oghenewegba Nathaniel | 400 m     | 46,63 s     | 41      | nicht qualifiziert | nicht qualifiziert | nicht qualifiziert | nicht qualifiziert |
| Edose Ibadin                 | 800 m     | 1:46,51 min | 20      | nicht qualifiziert | nicht qualifiziert | nicht qualifiziert | nicht qualifiziert |

#### Sprung/Wurf
| Athlet                | Disziplin   | Qualifikation | Qualifikation | Finale             | Finale             |
| Athlet                | Disziplin   | Weite/Höhe    | Platz         | Weite/Höhe         | Platz              |
| --------------------- | ----------- | ------------- | ------------- | ------------------ | ------------------ |
| Tosin Oke             | Dreisprung  | 16,17 m       | 25            | nicht qualifiziert | nicht qualifiziert |
| Chukwuebuka Enekwechi | Kugelstoßen | 19,72 m       | 25            | nicht qualifiziert | nicht qualifiziert |